# Pierre Nord Alexis
Pierre Nord Alexis (ur. w 1820, zm. 1 maja 1910) – generał armii haitańskiej i polityk.
Był synem Norda Alexisa, wysokiego rangą oficera armii Henriego Christophe'a, oraz nieślubnej córki Christophe'a. W latach 1874–1878 przebywał na wygnaniu. Sprawował urzędy: ministra spraw wewnętrznych (od 23 sierpnia do 29 października 1889), ministra marynarki i wojny oraz był członkiem tymczasowego rządu Haiti (od 20 maja 1902 do 21 grudnia 1902). W 1902 objął stanowisko prezydenta, jednak po sześciu latach dyktatorskich rządów został obalony przez François Antoine'a Simona i zmuszony do ucieczki.